# 턴제 전략 게임
턴제 전략 게임((영어)Turn-based Strategy)은 플레이어들이 차례대로 돌아가면서 명령을 수행하는 전략 게임의 한 장르로, 일반적으로 거시적인 전략을 다루는 전쟁 게임들을 일컫는다. 플레이어들이 동시에 게임을 진행하는 실시간 전략 게임과는 달리 한 플레이어가 차례를 끝내면 다음 플레이어의 차례가 돌아오는 식으로 플레이하게 된다.
일반적으로 멀티 플레이의 경우를 제외하면, 플레이어가 명령을 내리는 데에 특별한 시간 제한이 존재하지 않으므로 실시간 전략 게임에 비해 빠른 손놀림의 비중이 낮으며, 그 대신 훨씬 거시적인 전황을 관리해야 하는 경우가 많아 관리해야 할 요소가 상대적으로 많다. 혹멀티 플레이에서는 편의상 한 플레이어의 차례에 시간 제한을 두는 경우가 많다. 혹은 프로즌 시냅스처럼 모든 플레이어가 해당 턴의 명령 입력을 끝내고 나면, 한꺼번에 명령이 수행된 후 다음 턴으로 넘어가는 방식을 사용하기도 한다.
대표적인 턴제 전략 게임으로는 시드 마이어의 문명 시리즈나 히어로즈 오브 마이트 앤 매직 시리즈 등이 있으며, 온라인 게임으로도 몇몇 게임이 출시된 바 있다. 최근의 게이머들은 더 이상 턴제 전략 게임을 선호하지 않는 편이지만 2010년 출시된 문명 5가 전 세계적으로 크게 인기를 끌었고, 엑스컴 시리즈의 턴 방식 시스템을 그대로 계승한 신작 엑스컴: 에너미 언노운이 발표되는 등 팬층은 계속해서 유지되고 있다.

## 같이 보기
- 전략 게임
- 실시간 전략 게임